# (11005) Waldtrudering
(11005) Waldtrudering ist ein Asteroid des Hauptgürtels, der am 6. August 1980 vom dänischen Astronomen Richard Martin West am La-Silla-Observatorium (IAU-Code 809) der Europäischen Südsternwarte in Chile entdeckt wurde.
Der Asteroid wurde nach dem Münchener Stadtteil Waldtrudering benannt, der bereits in der Steinzeit besiedelt war und 772 erstmals in einer Schenkungsurkunde schriftlich erwähnt wurde.